# مانوئل آدامیان
مانوئل آدامیان (ارمنی: Մանվել Ադամյան (Մանուել Ադամյան)؛ زادهٔ ۱۶ دسامبر ۱۹۳۵ - درگذشته ۳۰ سپتامبر ۲۰۲۱) شاعر، ناشر، نمایشنامه‌نویس و نویسنده اهل ارمنستان بود.

## زندگی‌نامه
وی در ۱۶ دسامبر ۱۹۳۵ در بیروت به دنیا آمد و از دانشگاه دولتی ایروان فارغ‌التحصیل گشت. وی برنده جوایزی همچون مدال موسس خورناتسی است. وی در ۳۰ سپتامبر ۲۰۲۱ در سن ۸۵ سالگی در لندن درگذشت.